# Sisyphus: The Myth
Sisyphus: The Myth (koreanisch 시지프스: the myth; revidierte Romanisierung Sijipeuseu: the myth) oder Sisyphus ist eine südkoreanische Fernsehserie von JTBC mit Cho Seung-woo und Park Shin-hye. Sie wurde vom 17. Februar 2021 uraufgeführt.

## Handlung
Die Serie erzählt die Geschichte eines genialen Ingenieurs namens Han Tae-sul (Cho Seung-woo), der versucht, die Wahrheit hinter dem Tod seines älteren Bruders aufzudecken, und einer mysteriösen Frau namens Gang Seo-hae (Park Shin-hye), die zurück in die Zeit reist, um ihm zu helfen, die Welt vor der unmittelbaren Gefahr zu retten.

## Die Rollen

### Hauptrollen
- Cho Seung-woo als Han Tae-sul (Jung Hyeon-jun als junger Han Tae-sul)
- Park Shin-hye als Gang Seo-hae (Seo Yi-soo als junge Gang Seo-hae)

### Nebenrollen
- Heo Joon-seok als Han Tae-san (Cha Sung-je als junger Tae-san)
- Chae Jong-hyup als Sun / Choi Jae-sun

#### Quantum & Time
- Tae In-ho als Eddie Kim / Kim Seung-bok
- Jung Hye-in als Kim Seo-jin / Kim Agnes
- Jeon Gook-hwan als Kim Han-yong
- Tae Won-seok als Yeo Bong-sun

#### Das Kontrollbüro
- Choi Jung-woo als Hwang Hyun-seung
- Yang Joon-mo als Choi Yeon-sik
- Go Yoon als Jung Hyun-gi
- Park Young-bin als Kwon Hyuk-bum
- Lim Ji-sub als Ma Yong-suk

#### Asia Mart
- Sung Dong-il als Park Hyeong-do
- Jung Ha-joon als Uhm Seon-ho
- Lee Myeong-ro als Uhm Seon-jae
- Lee Si-woo als Bing Bing / Lee Ji-hun

#### Andere
- Kim Jong-tae als Kang Dong-ki
- Ha Yu-ri als Choi Go-eun
- Kim Byung-Chul als Sigma/Seo Won-Ju/Seo Gil-Bok

## Einschaltquoten
| Folge        | Ausstrahlungsdatum | Einschaltquote | Einschaltquote |
| Folge        | Ausstrahlungsdatum | AGB Nielsen    | AGB Nielsen    |
| Folge        | Ausstrahlungsdatum | landesweit     | Seoul          |
| ------------ | ------------------ | -------------- | -------------- |
| 1            | 17. Februar 2021   | 5,608 %        | 6,766 %        |
| 2            | 18. Februar 2021   | 6,677 %        | 8,063 %        |
| 3            | 24. Februar 2021   | 6,167 %        | 6.200 %        |
| 4            | 25. Februar 2021   | 6,178 %        | 6,771 %        |
| 5            | 3. März 2021       | 5,240 %        | 6,036 %        |
| 6            | 4. März 2021       | 4,972 %        | 5,620 %        |
| 7            | 10. März 2021      | 4,633 %        | 5,040 %        |
| 8            | 11. März 2021      | 4,848 %        | 5,574 %        |
| 9            | 17. März 2021      | 4,905 %        | 5,372 %        |
| 10           | 18. März 2021      | 4,804 %        | 5,038 %        |
| 11           | 24. März 2021      | 4,435 %        | 4,834 %        |
| 12           | 25. März 2021      | 4,637 %        | 5,160 %        |
| 13           | 31. März 2021      | 4,302 %        | 5,106 %        |
| 14           | 1. April 2021      | 4,246 %        | 4,971 %        |
| 15           | 7. April 2021      | 3,394 %        | 3,925 %        |
| 16           | 8. April 2021      | 4,363 %        | 4,878 %        |
| Durchschnitt | Durchschnitt       | 4,963 %        | 5,585 %        |